# Панін Микита Петрович
Граф Панін Микита Петрович (1770 — 1837) — російський дипломат з роду Паніних. Завдяки знатному походженню і зв'язкам у 24 роки був генералом, в 25 — губернатором і в 29 — віце-канцлером. У 31-річному віці потрапив під заборону з'являтися в Москві та Петербурзі. Наступні 35 років життя провів у опальному положенні в маєтку Дугіно Сичевського повіту Смоленської губернії.

## Ранні роки
Єдиний син графа Петра Івановича Паніна і дружини його Марії Родіонівни. Після смерті матері виховувався в Петербурзі у дядька, графа Микити Паніна, на честь якого і був названий. Після смерті дядька повернувся в Москву до батька і засів за вивчення військових наук. Його батько був близький до спадкоємця престолу, Павла Петровича, і прагнув вселити цю прихильність своєму «синові-крижинці». Коли великий князь вирушив до Фінляндії для участі у військових діях проти шведів, Панін прислав до нього сина волонтером; в цій кампанії він отримав чин бригадира. За свідченням Адама Чарторийського
|  | Панін рано здобув самовпевненість і апломб. Це була людина високого зросту, холодна, яка прекрасно володіла французькою мовою; його листи, які мені доводилося читати в архіві, були досконалі у всіх відносинах, як в сенсі стилю, так і в сенсі змісту. |

Після повернення з походу 18-річний Микита Панін закохався в графиню Софію Володимирівну Орлову і, незважаючи на огиду батька до катерининських фаворитів, одружився з нею. Батько, що кохав його без пам'яті не дожив до весілля. Через рік Панін був прийнятий великокнязівським двором на службу, але скоро посварився з цесаревичем і став домагатися у його матері призначення послом до одного з європейських дворів. Імператриця, хоча й возвела єдиного, що залишився в живих графа Паніна в камергери (1793), не дуже жалувала його; через два роки він був направлений до Гродно губернатором і командиром бригади.
 
|  | Відсутність жіночого впливу при вихованні Микити Петровича, постійне перебування у опальних, і тому дратівливих і наполегливих, батька і дядька шкідливим чином відбилися на його характері: це була людина крута, прямолінійна, з непомірно розвиненим честолюбством, з крижаною зовнішністю; при одному погляді на його високу, суху фігуру, з неподвижним лицем та різким, холодним поглядом багато відчували до нього антипатію. |

## Служба при Павлі

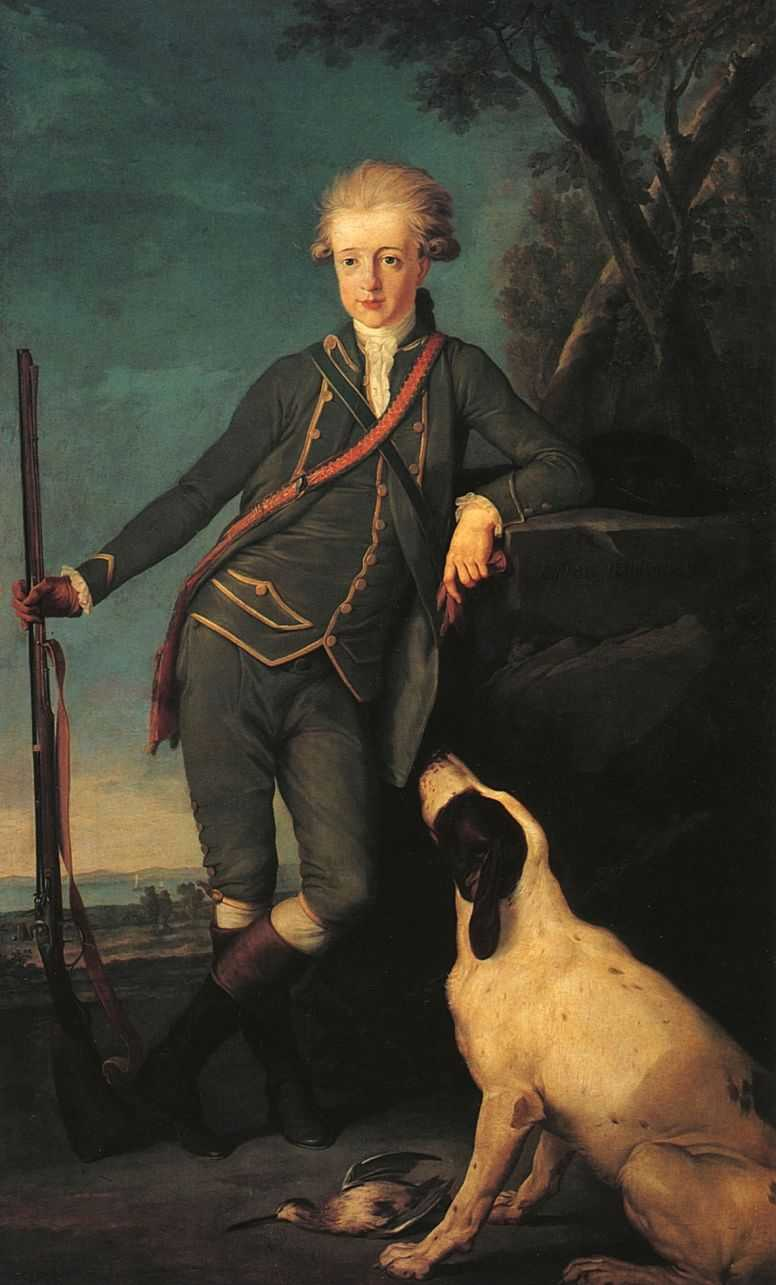
Юний Микита Панін на полюванні

При вступі на престол Павло I наблизив до себе Паніна і дав йому звання генерал-майора. Не люблячи військову службу, той перейшов на дипломатичну службу, вступивши в члени Колегії іноземних справ. У 1797 році призначений послом до Берліна, з дорученням діяти в інтересах зближення з революційною Францією, на якому наполягав міністр закордонних справ Федір Ростопчин. Хизуючись своїми пуританськими поглядами, новоявлений Катон спочатку не хотів їхати до «розбещеного» двору прусського короля. Цей «римлянин» (як називав Паніна государ) був дуже високої думки про свої таланти, «захлинався у свідомості власних достоїнств».
Заклятий ворог всяких республік, Микита Панін вважав російсько-французький союз «ганебним ділом» і, всупереч своїм інструкціям, потайки налагоджував коаліцію проти французької директорії («п'ять розбійників, правлячих Францією під ім'ям директорів»). Наприкінці 1799 року, не маючи 29 років від роду, Панін отримав від Павла чин віце-канцлера. Гарячий прихильник так оспіваного його дядьком союзу з Австрією й Англією проти французів, він тим не менш стрімко втрачав реальний вплив на справи.
Ставши на початку 1800 року вже дійсним таємним радником, «римлянин» почав інтригувати з англійським посланником Витвортом і віце-адміралом Дерібасом за зречення імператора від престолу на користь сина Олександра Павловича, з яким він таємно зустрічався в палацовій лазні. Згодом граф Панін ставив собі в заслугу те, що «перший розгорнув перед очима спадкоємця печаль картину небезпек, які загрожували загибеллю держави».
У середині листопада 1800 року він був відсторонений від посади (з призначенням в Сенат), а в грудні висланий до свого маєтку Дугіно. Потім йому було дано дозвіл жити в околицях Москви. У березні 1801 року імператор Павло став жертвою змови, задуманої Паніним, але виконаної без його участі. Його наступник повернув Паніна до колегії іноземних справ, чим викликав незадоволення матері, яка гучно засуджувала поведінку віце-канцлера в рік, що передував загибелі чоловіка.

## Опала

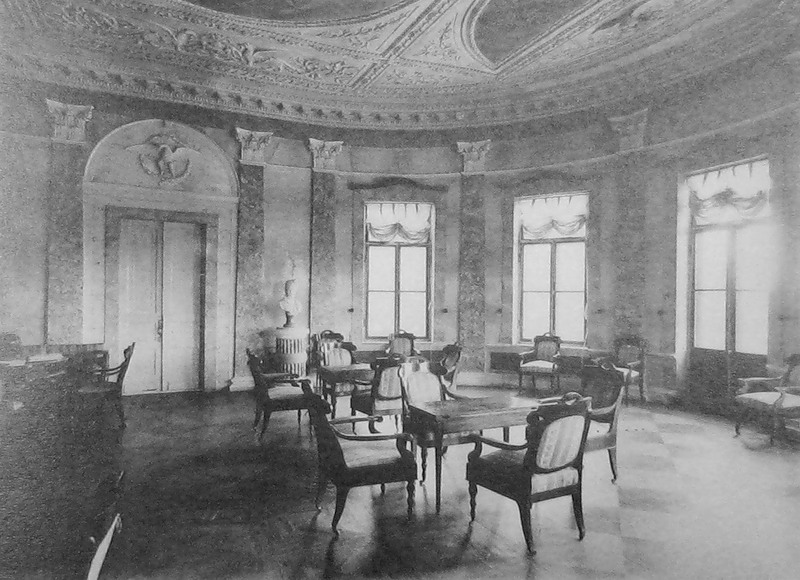
Вітальня Дугінського палацу

Олександр I, спочатку надав Паніну керівництво всією зовнішньою політикою і, за відгуками сучасників, «не хотів нічого робити, не вислухавши його», раптово охолов до свого міністра, можливо, через огиду Микити Паніна до «помилкових принципаів і небезпечних софизмів», навіяних, за його уявленнями, «підступним» вихователем імператора, «негідником» Лагарпом.
Положення Микити Паніна, очевидно, примножено його розладом зі старшими товаришами по дипломатичній службі, Олександром Куракіним та Семеном Воронцовим, причому в останньому випадку неприязнь переросла чи не в ненависть. Усвідомивши кінець свого державного терену, приїхавши до Москви на коронаційні урочистості Микита Панін подав прохання і 30 вересня 1801 року був звільнений у трирічну відпустку, після чого виїхав за кордон.
Зворотний шлях Паніна пролягав через володіння шведського короля, звідки його вислали, оголосивши персоною нон грата. Після повернення на батьківщину йому було повідомлено про заборону проживати в столицях. З тих пір був не у справ, жив переважно у батьківському маєтку Дугіно, яке всіляко упорядковував і де був похований. Займався там читанням, полюванням, листуванням з родичами.
|  | Вся решта життя Паніна була присвячена спробам бути корисним батьківщині, але вони залишалися марними; всі старання привести в ясність своє становище, виправдати себе, довести безпідставність підозр, в силу яких він вважався як би найнебезпечнішим державним злочинцем, не мали ні найменшого успіху. Праці графа на користь Росії, що тривали лише кілька років, завдяки трагічному перелому в його житті, залишалися хіба епізодом в історії. |

Коли наприкінці 1806 року смоленське дворянство обрало його начальником земської міліції, уряд не затвердив цього вибору. Опала Паніна тривала понад 30 років і не була пом'якшена навіть після смерті Олександра I. Схильний до всього надприродного і чудесного, він займався в сільській глушині вивченням різних окультних наук і магнетизму, причому результати своїх досліджень диктував синові Віктору Микитовичу, який записував цілі фоліанти.
Живучи на самоті в своєму маєтку Дугіне, граф при нагоді вважав себе зобов'язаним висловлювати свою думку і давати поради. Збереглося чимало записок, складених графом під час Вітчизняної війни, що мають стосунок до військових дій, до умов укладення миру з Наполеоном. Іноді він робив подорожі за кордон (1816—1817, 1820—1822, 1829—1830, 1832), особливо з метою поправити розстроєне здоров'я.

## Нагороди
- Орден Святого Олександра Невського (14 березня 1798)
- Орден Святої Анни (28 червня 1796)

## Родина
|                        |  |  |
| Граф та графиня Паніни |  |  |

У 1790 році Микита Панін одружився з Софією Володимирівною (1774—1844), дочкою графа Володимира Григоровича Орлова і спадкоємицею садиби Марфіно.
У шлюбі народилися чотири дочки і шість синів, з яких досягли повноліття лише п'ятеро:
- Олександр Микитович (22.03.1791—15.02.1850), дійсний статський радник, успадкував Дугіно, одружений з графинею Олександрою Сергіївною Толстою, їхня дочка княгиня Марія Мещерська, в 1875 році замовила Марку Антокольському виліпити статую сидячого діда, яка стала однією з головних прикрас Дугінського палацу[3].
- Володимир Микитович (пом. 15.03.1797), помер разом з братом і сестрою від заразної хвороби.
- Єлизавета Микитовича (пом. 20.03.1797)
- Петро Микитович (07.1795—09.03.1797)
- Софія Микитівна (05.03.1797—20.12.1833)
- Аглаїда Микитівна (20.01.1798—17.04.1829), товариство її звало модним ім'ям Адель, або Аделаїда[4].
- Віктор Микитович (28.03.1801—01.04.1874), останній з графів Паніних, успадкував Марфіно.
- Микита Микитович (03.09.1803—19.12.1806)
- Віра Микитівна (08.09.1808—09.04.1841)